# توال، مالوکو
توال (به لاتین: Tual) یک منطقهٔ مسکونی در اندونزی است که در ملوک (استان) واقع شده‌است.
 توال ۲۵۴٫۴ کیلومتر مربع مساحت و ۶۷,۷۸۳ نفر جمعیت دارد.